# Myrsine mindanaensis
Myrsine mindanaensis là một loài thực vật có hoa trong họ Anh thảo. Loài này được (Elmer) Pipoly mô tả khoa học đầu tiên năm 1996.